# Patmos-Kirche (Berlin-Steglitz)

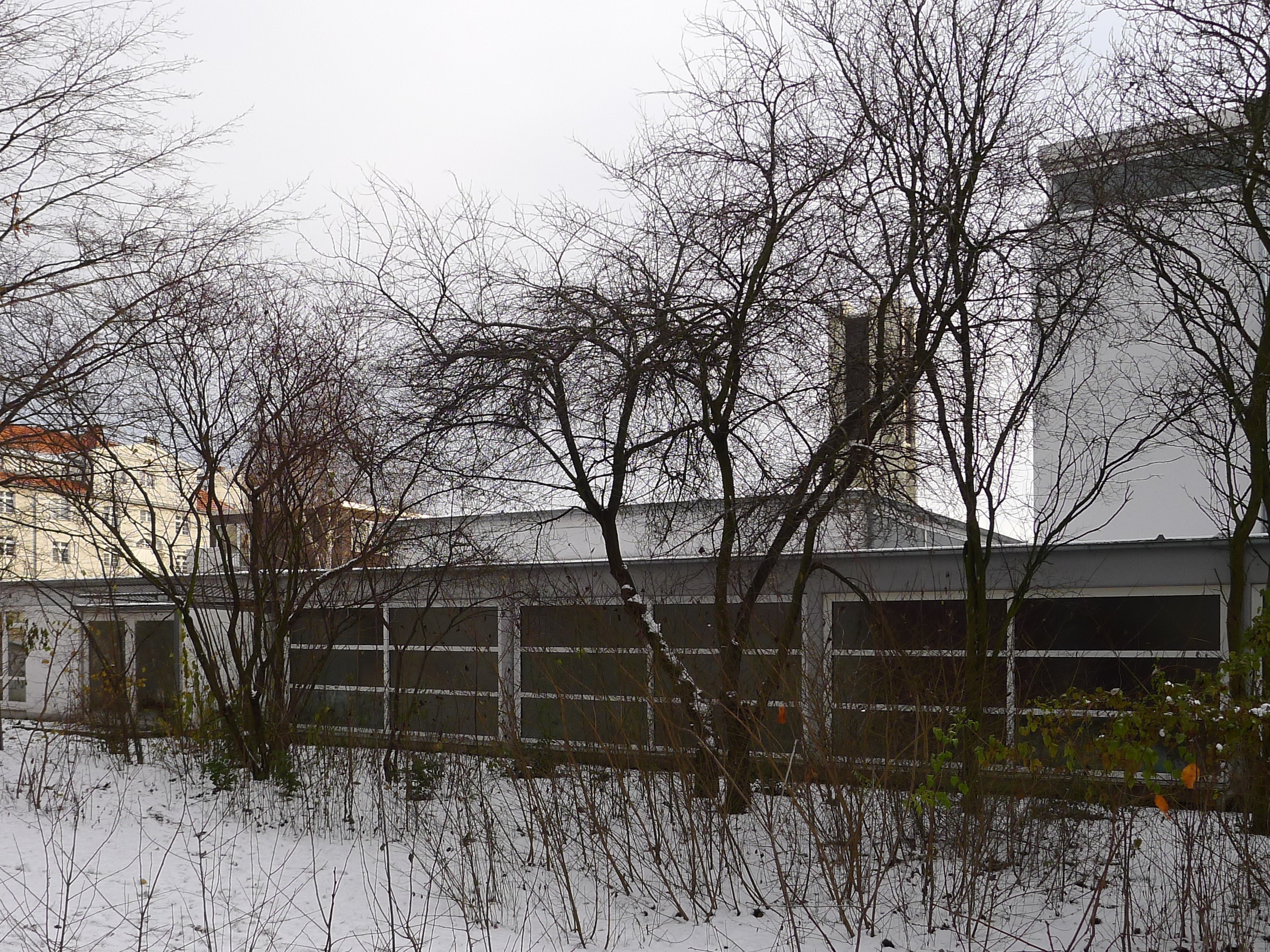
Patmos-Kirche

Die evangelische Patmos-Kirche wurde in der Gritznerstraße 18–20 des Berliner Ortsteils Steglitz im Bezirk Steglitz-Zehlendorf von Peter Lehrecke im Architekturstil der Neuen Sachlichkeit erbaut und am 20. Oktober 1963 eingeweiht. Das Gemeindezentrum und das an der Treitschkestraße stehende Pfarrhaus sowie das gesamte Ensemble einschließlich des Glockenturms stehen unter Denkmalschutz. Die Gemeinde ist benannt nach der ‚Heiligen Insel‘ Patmos in der Südlichen Ägäis.

## Baukörper

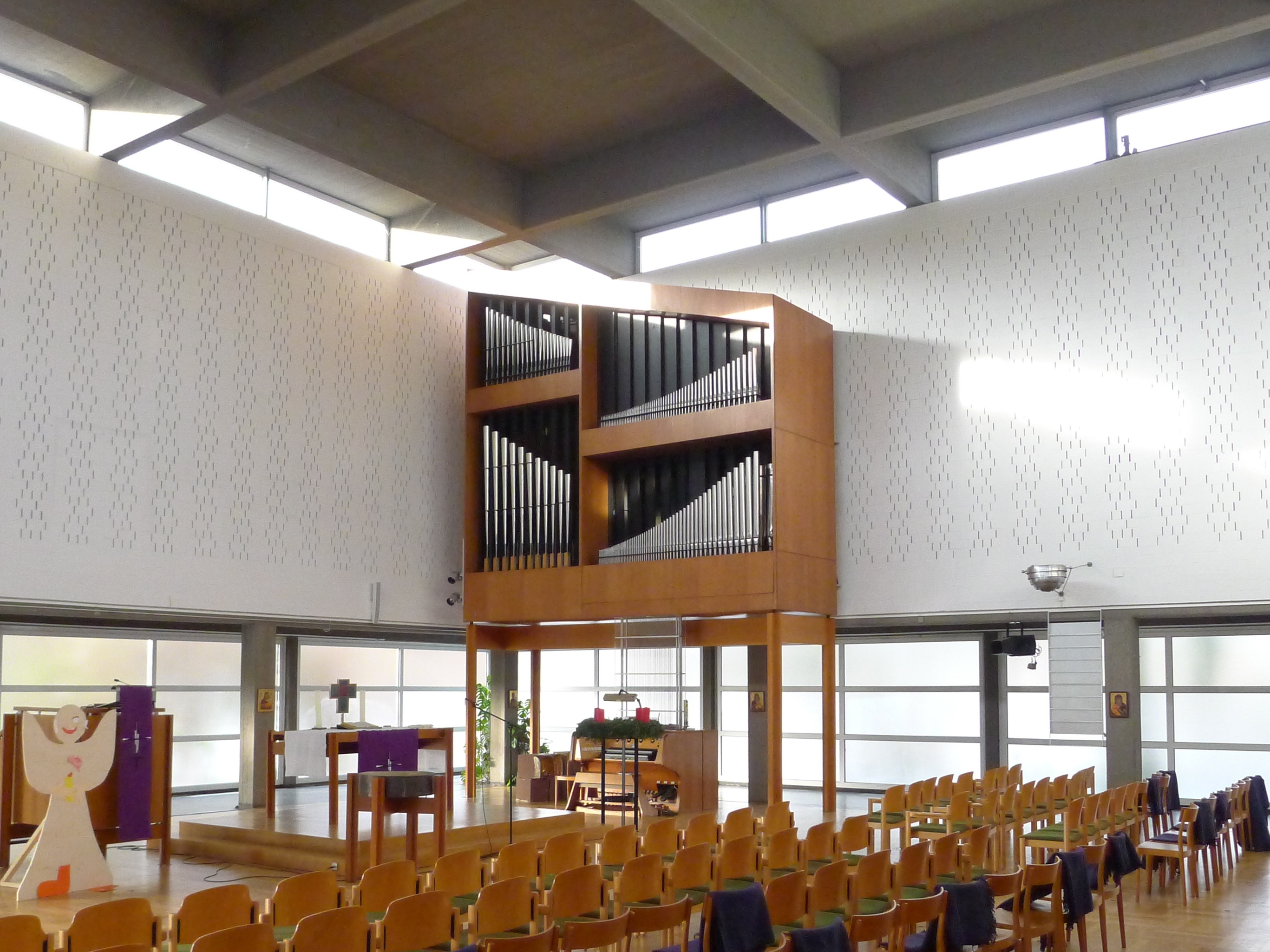
Innenraum mit Orgel

Der Anlage lag der Gedanke zugrunde, dass Alltag und Sonntag der Patmos-Gemeinde, die sich 1963 aus der Matthäusgemeinde bildete, unter einem Dach stattfinden können. Das gestaffelte Gebäudeensemble ist ein Stahlbetonskelettbau aus sich durchdringenden kubischen Baukörpern, die mit Flachdächern bedeckt sind. Ein gedeckter offener Gang führt zum Eingang des von der Straße zurückliegenden Gemeindezentrums. Hinter der Tür gabelt sich der Gang. Geradeaus gehen von ihm rechts die eingeschossigen Gemeinderäume ab, links geht es in den Gemeindesaal. Links hinter der Tür führt der Gang, dessen Außenwand verglast ist, längs des Kirchenschiffes, zu dem er offen ist. 
Die Saalkirche auf quadratischem Grundriss ist mit dem Gemeindesaal an der gemeinsamen Wand auf der gesamten Breite durch Türen verbunden. Von außen betrachtet erheben sich das hohe Kirchenschiff und der niedrige Gemeindesaal aus einem eingeschossigen, verglasten Baukörper. Dieser verglaste Umgang erhellt von drei Seiten den Kirchsaal, der zusätzliches Licht durch niedrige Obergaden erhält, die sich zwischen den Unterzügen unter der Decke in den ansonsten fensterlosen Wänden befinden. Der Kirchsaal, der weder durch eine Achse noch durch ein Zentrum bestimmt ist, erlaubt eine vielseitige Gestaltung der Agende. Unterstützt wird diese freie Zuordnung, indem eine variable Bestuhlung an die Stelle eines festen Kirchengestühls tritt. Altar, Kanzel und Orgel befinden sich in der nordwestlichen Ecke des Kirchsaals. Das bronzene Taufbecken schuf 1963 Waldemar Otto. 
Die Orgel ist ein Werk von Friedrich Euler aus Hofgeismar, sie wurde in den Jahren 1967/68 gebaut. Sie hat einen Umfang von 21 Registern auf zwei Manualen und Pedal. 1984 wurde sie von Karl Lötzerich restauriert. 2021 führte die Orgelmanufaktur Alexander Schuke eine umfassende Sanierung durch.

## Campanile

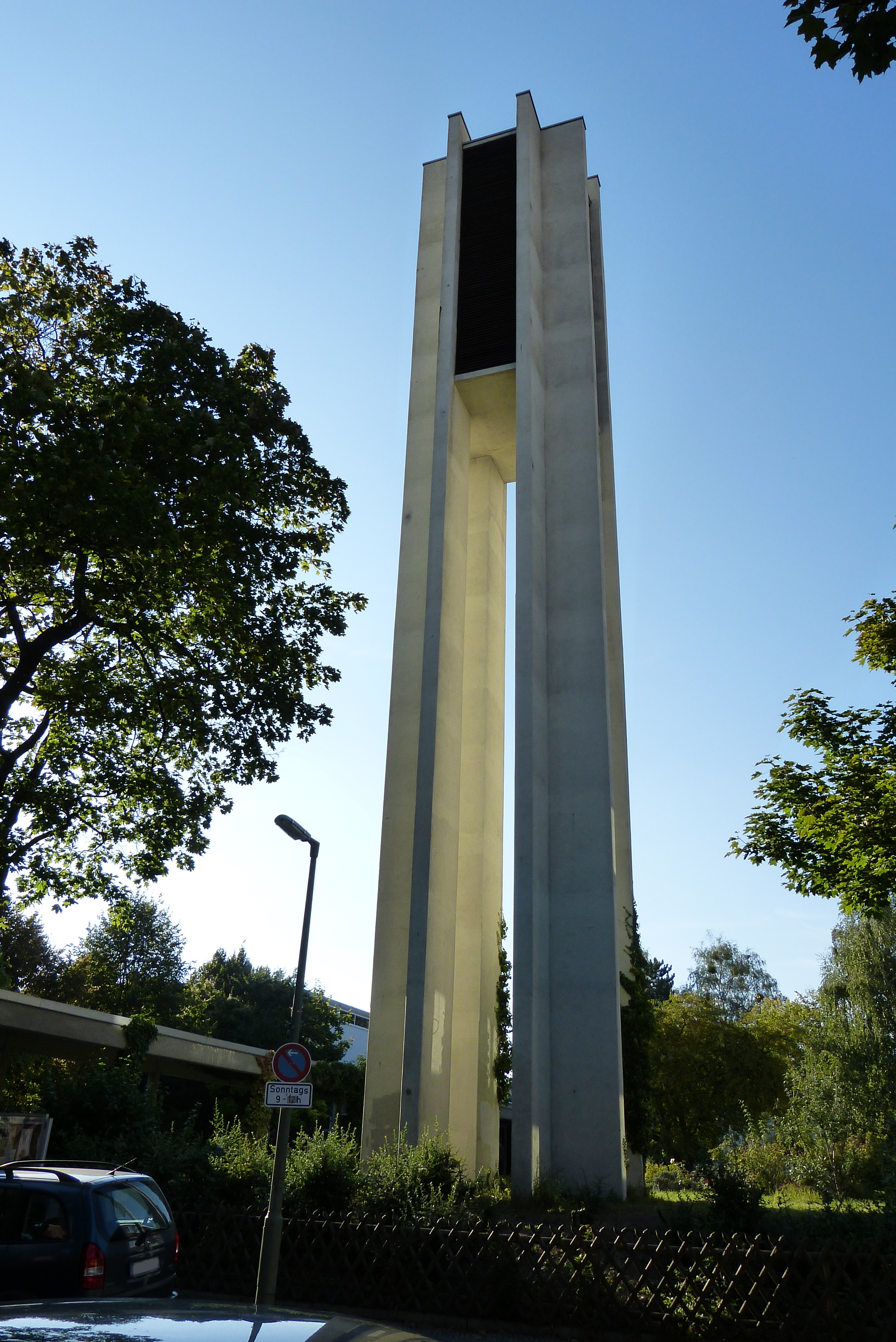
Glockenturm (2012)

Der Campanile besteht aus vier Stahlbetonwinkeln. Er ist offen bis zur Glockenstube, in der ein Bronzegeläut aus vier Glocken hängt, das von Petit & Gebr. Edelbrock 1964 hergestellt wurde.
| Glocke | Schlagton | Gewicht  | Durchmesser | Höhe    | Inschrift                               |
| ------ | --------- | -------- | ----------- | ------- | --------------------------------------- |
| 1      | e′        | 1180 kg0 | 124 cm0     | 101 cm0 | ICH BIN DIE AUFERSTEHUNG UND DAS LEBEN. |
| 2      | g′        | 670 kg   | 105 cm0     | 86 cm   | ICH BIN DAS BROT DES LEBENS.            |
| 3      | a′        | 450 kg   | 92 cm       | 74 cm   | ICH BIN DER RECHTE WEINSTOCK.           |
| 4      | c″        | 265 kg   | 76 cm       | 63 cm   | ICH BIN DAS LICHT DER WELT.             |

## Notizen
1. ↑  Aus der Selbstdarstellung der Gemeinde: „Patmos“ steht als Chiffre für einen Ort der Einkehr. Auf der Insel Patmos wurde die Offenbarung des Johannes geschrieben, deren Botschaft lautet, Gott ist größer als Unrecht und Gewalt.
2. ↑  Einzelheiten zur Orgel

Koordinaten: 52° 27′ 55,5″ N, 13° 19′ 2,9″ O